# Record d'Europe du 50 kilomètres marche
Pour un article plus général, voir Records d'Europe d'athlétisme.
Les records d'Europe seniors du 50 kilomètres marche sont actuellement détenus par le Français Yohann Diniz, auteur de 3 h 32 min 33 s le 15 août 2014 lors des Championnats d'Europe d'athlétisme 2014 de Zurich en Suisse, et chez les femmes par Eleonora Giorgi, créditée de 4 h 4 min 50 s le 19 mai 2019 à Alytus en Lituanie durant la Coupe d'Europe de marche 2019.

## Progression

### Hommes
3 records d'Europe masculins du 50 kilomètres marche ont été homologués par l'AEA, le premier en 2003.
| Performance     | Athlète             | Date         | Lieu                |
| --------------- | ------------------- | ------------ | ------------------- |
| 3 h 36 min 3 s  | Robert Korzeniowski | 27 août 2003 | Paris, France       |
| 3 h 34 min 14 s | Denis Nizhegorodov  | 11 mai 2008  | Tcheboksary, Russie |
| 3 h 32 min 33 s | Yohann Diniz        | 15 août 2014 | Zurich, Suisse      |

### Femmes
2 records d'Europe féminins du 50 kilomètres marche ont été homologués par l'AEA, le premier en 2017.
| Performance    | Athlète         | Date         | Lieu                 |
| -------------- | --------------- | ------------ | -------------------- |
| 4 h 5 min 56 s | Inês Henriques  | 13 août 2017 | Londres, Royaume-Uni |
| 4 h 4 min 50 s | Eleonora Giorgi | 19 mai 2019  | Alytus, Lituanie     |